# 平口広美
平口 広美（ひらくち ひろみ、1950年3月11日。 - ）は、北海道伊達市出身の漫画家、AV男優兼AV監督。既婚。血液型はO型。
高校卒業後上京。1976年より美学校に入り、赤瀬川原平に師事。1978年に『ガロ』で漫画家デビュー後、三流エロ劇画誌で執筆。さらにAV男優や性風俗ルポでも活躍した。

## 経歴
- 1968年、上京し東京デザインカレッジ入学。翌年廃校のため卒業せず[1]。
- 1975年〜1976年、美学校「絵・文字工房」で赤瀬川原平に学ぶ。
- 1978年、漫画雑誌『ガロ』掲載の「電車を待っていた」で漫画家デビュー[1]。蛭子能収・根本敬・山野一と共に末期のガロを支えた作家である。
- ガロのほか、官能劇画誌『漫画大快楽』『漫画カルメン』などにも寄稿。漫画家としては場末のエロチシズムを孕んだ歪みながらも輝きを増しては沈む生命に冷静な視点で見詰める視点で知られている。
- 1980年代にガロに連載された不条理バイオレンス劇画「アスベストシリーズ」は単行本にはならなかったが、当時の一部のファンから熱狂的に支持された。その後、ライフワークとなった「フーゾク魂シリーズ」で[2]、全国、果てや世界の風俗を巡り、実録ルポルタージュ本を出している。
- AV監督、AV男優の顔もある。
- 男根は短小。陰湿でねちっこい言葉責めと腰使いを得意とする。若かりし頃の朝岡実嶺や飯島愛らも平口に抱かれた経験を持つ。
- 部落問題に関心があり、その関連の著作もあるほか、部落解放同盟中央本部発行の月刊誌「狭山差別裁判」の表紙を描いている。

## 著作

### 月刊漫画ガロ
- 1978年6月号　電車を待っていた
- 1978年8月号　愛のタバコ屋
- 1978年11月号　ギョーザ定食の昼
- 1982年8月号　歯をみがこう
- 1983年1月号　山に登りて
- 1984年6月号　芸術家は死なず
- 1986年4月号　遠い道
- 1986年5月号　アキレスの涙
- 1986年6月号　'86.4.6
- 1986年7月号　アスベスト魂
- 1986年8月号　アスベストの海
- 1986年9月号　戦うアスベスト
- 1986年10月号　戦うアスベスト2
- 1986年11月号　アスベスト駆ける
- 1986年12月号　アスベストの穴
- 1987年1月号　アスベストの夢
- 1987年2・3月号　アスベストの善行
- 1987年4月号　嵐の中のアスベスト
- 1987年5月号　漂うアスベスト
- 1987年6月号　空飛ぶアスベスト
- 1987年7月号　崖の途中のアスベスト
- 1987年8月号　アスベストの欲情
- 1987年9月号　アスベストの性交
- 1987年10月号　アスベスト爆発
- 1987年11月号　藁にもすがるアスベスト
- 1987年12月号　アスベストの帰還
- 1988年4月号　北海の激情
- 1988年5月号　海を見に行くアスベスト
- 1994年10月号　最近の仕事
- 1995年8月号　唇と激情
- 1995年11月号　星降る欲情
- 1996年8月号　日本の土『東京欲情』
- 1996年11月号　青空筋肉

### その他
- マッスル 平口広美第一作品集（1980年1月20日、ブロンズ社）
- お礼の先生（1982年5月、青林堂）
- 奇妙な朝（1982年11月10日、けいせい出版）
- コスモスの丘（1983年2月、青林堂）
- 社会的責任（1984年8月10日、けいせい出版）
- 劇画はためく荊冠旗―水平社運動史（1984年8月、解放出版社）
- ひとみちゃん（1984年10月20日、けいせい出版）
- 冤罪・狭山事件（1984年、現代書館）挿絵のみ
- 白熱（1985年、けいせい出版）
- 美しい壁（1986年、けいせい出版）
- 蜘蛛の糸（1986年11月、大洋図書）ISBN 978-4886724007
- 熱風ひばりヶ丘（1987年3月、河出書房新社）ISBN 9784309725147
- フーゾク魂1（1998年4月、青林工藝舎）ISBN 9784883790920
- フーゾク魂2（1998年11月、青林工藝舎）ISBN 9784883791125
- けだもの―平口広美自選作品集（1999年11月、イースト・プレス）ISBN 978-4872571899
- フーゾク魂3（2000年3月、青林工藝舎）ISBN 9784883791354
- 走る！（2000年11月、ソフトマジック）ISBN 9784921181154
- 平口広美の新・フーゾク魂1（2001年9月、青林工藝舎）ISBN 9784883790920
- 愛のゆくえ（2002年3月、青林工藝舎）ISBN 978-4883791040
- 平口広美の新・フーゾク魂2（2002年5月、青林工藝舎）ISBN 9784883791125
- 平口広美の新・フーゾク魂3（2003年7月、青林工藝舎）ISBN 9784883791354
- 平口広美の最新・フーゾク魂1（2004年1月、青林工藝舎）ISBN 9784883791477
- 平口広美の最新・フーゾク魂2（2004年11月、青林工藝舎）ISBN 9784883791705
- 平口広美の最新・フーゾク魂3（2005年8月、青林工藝舎）ISBN 9784883791941
- 元祖フーゾク魂―平口広美のアポナシ潜入日記（2007年4月、青林工藝舎）ISBN 9784883791941

## 監督作品
- よこしま旅情日記
- 北海道の甘い汁

## 出演
- 冗談画報－フジテレビ、1990年7月9日放送分ゲスト
- ゴー傑P－MBSラジオ、2008年2月9日放送分ゲスト
- 豊丸の変態クリニック
- 樹まり子　巨乳しごく
- AV女学院　天使のパンツは校則違反
- 巨乳OL　緊縛の鎖

## 映画
- 連続暴行 白昼の淫夢 [3]（1982年9月15日、にっかつ、西村昭五郎監督）- 男一 役
- 爆裂都市 BURST CITY（1982年3月13日、東映セントラルフィルム、石井聰亙監督） - ロリコン政治家 役
- 情無用の刑事 (でか) まつり「顔刑事」[4]（2005年8月20日、コムテッグ、デモ田中監督）
- やる気まんまん（2007年12月8日、クリエイティブアクザ）- キトウサトル 役
- セックスの向こう側〜AV男優という生き方（2013年2月23日、マクザム、えのき雄次郎・高原秀和監督）